# La squadra di bowling Alley Cats
La squadra di bowling Alley Cats (Alley Cats Strike) è un film per la televisione del 2000 prodotto dalla Rastar, nonché loro ultimo film. È stato trasmesso negli USA il 18 marzo 2000. Nella sua première italiana, il titolo del film è stato tradotto in La squadra di bowling Alley Cats, mentre nelle repliche successive il nome è stato mutato in quello originale Alley Cats Strike.

## Trama
Un gruppo di ragazzi, da tempo appassionati con la moda di distinguersi dagli altri sia per la musica che per il modo di vestire, e per questo emarginato dai compagni di scuola, riceve le luci della ribalta quando il trofeo tra le due scuole della città verrà deciso con una partita di bowling, sport nel quale sono grandi giocatori e gli unici a poter giocare in quanto iscritti al club dall'inizio dell'anno. A loro si unisce Tod, campione della scuola e idolo di tutti in ogni disciplina sportiva, in cui emerge sempre e comunque. Alex, il più rappresentativo dei giovani giocatori, lega con Tod, campione in tutto ma del tutto impreparato nel bowling, e gli insegna a giocare come si deve, finché i due non diventano amici veramente. Nel match di bowling, il tiro decisivo e vincente che porta alla vittoria gli Alley Cats viene fatto dalla ragazzina Delia, per trasformare uno Split 7-10, subentrando al posto dello stesso Tod che chiederà che sia lei a tirare, riconoscendo di non saper fare quel tiro e apprezzando finalmente lo sport come divertimento.

## Cast
- Kyle Schmid - Alex Thompson
- Robert Ri'chard - Todd McLemore
- Kaley Cuoco - Elisa Bowers
- Joey Wilcots - Ken Long
- Laura Vandervoort - Lauren
- Mimi Paley - Delia Graci
- Matt McCoy - Mr. Kevin Thompson
- Hardee T. Lineham - Principal Morris
- Evan Noble - Leo
- Gino Giacomini - Flip
- Tim Reid - Mayor McLemore
- Daphne Reid - Mrs. McLemore